# Lenaïc Langella
Lenaïc Langella, né le 14 juin 2004, est un coureur cycliste français.

## Biographie
Lenaïc Langella est issu d'une famille de cyclistes. Il est le fils d'Anthony Langella, professionnel de 1997 à 2002 et ancien participant du Tour de France,. Son frère aîné Lilian et sa sœur Léa participent également à des compétitions. Très rapidement intéressé par le vélo, il commence à pratiquer ce sport dès l'âge de quatre ans. Il est formé au CC Marmande 47, dirigé par son père. Décrit comme un puncheur, il devient notamment champion départemental du Lot-et-Garonne en 2015 et en 2020. 
En 2022, il intègre l'équipe junior de l'UC Nantes Atlantique. Sous ses nouvelles couleurs, il est sacré champion des Pays de la Loire. Il finit par ailleurs troisième du championnat de France juniors, ou encore dixième du Trophée Centre Morbihan, inscrit au calendrier de la Coupe des Nations Juniors. Après ses performances, il évolue au sein de l'équipe continentale Ecoflo Chronos en 2023,.
En 2024, il décide de rejoindre le VC Rouen 76, qui bénéficie du statut de Nationale 1. Actif chez les amateurs, il se fait remarquer en obtenant quatre victoires et diverses places d'honneur. Il est aussi sélectionné en équipe de France espoirs pour participer à l'Orlen Nations Grand Prix. Grâce à ses bons résultats, il parvient à signer un premier contrat professionnel avec la formation CIC U Nantes Atlantique.

## Palmarès
- 2020
  - Champion du Lot-et-Garonne sur route cadets
- 2021
  - 3e du Tour du Carmausin Ségala
- 2022
  - Champion des Pays de la Loire sur route juniors
  - 2e du Tour du Canton de Montguyon
  - 3e de la Semi-nocturne de Barbezieux
  - 3e du championnat de France sur route juniors
- 2023
  - 2e du Grand Prix d'Availles-Limouzine
  - 2e du Bol d'Or des Amateurs
- 2024
  - 2e épreuve des Boucles du Haut-Var[7]
  - Souvenir Duilio Pregno[8]
  - Prix de la Saint-Laurent
  - Grand Prix des Marbriers
  - 2e de la Nocturne de Lourdes
  - 2e de la Route d'Or du Poitou
  - 3e du Grand Prix Michel-Lair
  - 3e du Grand Prix de Beauchabrol
  - 3e du Trophée des Châteaux aux Milandes
- 2025
  - Champion de Nouvelle-Aquitaine de cyclo-cross